# Yves Navarre
Yves Navarre (Condom, 1940. szeptember 24. –‎ Párizs, 1994. január 24.) francia író. Meleg férfi volt, műveinek többsége a homoszexualitással és az ahhoz kapcsolódó kérdésekkel, például az AIDS-szel foglalkozott. Romantikus műveiben Navarre arról volt ismert, hogy inkább az érzékiséget és „a szerelem misztikus tulajdonságait” hangsúlyozta, mint a szexualitást vagy a szenzációhajhászást. Le Jardin d'acclimatation című regényéért 1980-ban elnyerte a Goncourt-díjat.

## Élete
Condomban született, a Lille-i Egyetemen tanult spanyol, angol és francia irodalmat, 1961-ben és 1964-ben szerzett diplomát. A következő évben az Ecole des Hautes Etudes Commerciales du Nord kereskedelmi főiskolán tanult. Ezután egy reklámügynökségnél dolgozott kreatív íróként.
1958-ban kezdett el műveket benyújtani kiadóknak, bár csak 1971-ben jelent meg első regénye, a Lady Black. Ezt követte 1973-ban a Les Loukoums, amely New York-iak egy csoportját sújtó betegség történetét meséli el. Ezután regények sora következett, amelyek gyakran – mint a Le Petit Galopin de nos corps (1977) és a Portrait de Julien devant la fenêtre (1979) – két férfi szereplő szerelmi viszonyáról szóltak. Drámai műveket is írt, mint például az Il pleut : si on tuait papa-maman, a La Guerre des piscines és Les Dernières clientes.
A Le Jardin d'acclimatation című regényéért, amely egy homoszexualitása miatt bebörtönzött és lobotomizált fiatalemberről szól, Navarre 1980-ban elnyerte a Goncourt-díjat. François Mitterrand legfőbb szószólója lett a meleg közösségben az 1981-es és 1988-as választások idején, bár íróként és nem politikusként úgy érezte, hogy félreértik és hatástalan ebben a szerepben.
1984-ben Navarre agyvérzést kapott. 1986-ig nem publikált több művet.
1990 és 1993 között a québeci Montrealban élt. 1992-ben megjelent Ce sont amis que vent emporte című regénye egy szobrász, Roch és egy táncos, David kapcsolatáról szól. A regény az AIDS elleni küzdelmüket meséli el. Franciaországba való visszatérése után, 1994. január 24-én barbiturátokkal végzett magával.

## Művei

### Regények
- Lady Black, Flammarion(wd), 1971 ; újranyomtatva, H&O, „H&O Poche” sorozat, 2011 ISBN 978-2-84547-225-9
- Evolène, Flammarion, 1972
- Les Loukoums, Flammarion, 1973
- Le Cœur qui cogne, Flammarion, 1974
- Killer, Flammarion, 1975
- Plum Parade : vingt-quatre heures de la vie d'un mini-cirque, Flammarion, 1975
- Niagarak, Grasset, 1976
- Le Petit Galopin de nos corps, 1977, Robert Laffont ; újrakiadás Serge Hefez előszavával, Béziers, H&O, Classiques H&O poche, 2005, 256 p. ISBN 2-845-47109-2)
- Kurwenal ou la Part des êtres, Robert Laffont, 1977 ; újrakiadás H&O, H&O Poche, 2009 ISBN 978-2-84547-171-9
- Je vis où je m'attache, Robert Laffont, 1978
- Portrait de Julien devant sa fenêtre, Robert Laffont, 1979 ; újrakiadás H&O, H&O Poche, 2006 ISBN 978-2-84547-135-1
- Le Temps voulu, Flammarion, 1979 ; újrakiadás H&O, H&O Poche, 2010 ISBN 978-2-84547-211-2
- Le Jardin d'acclimatation, Flammarion, 1980 ; újra kiadta a H&O, „H&O Poche” sorozat, 2019 ISBN 978-2-84547-343-0
- Biographie, Flammarion, 1981 (a címlapon az áll, hogy regény)
- Romances sans paroles, Flammarion, 1982
- Premières Pages, Flammarion, 1983
- L'Espérance de beaux voyages, Flammarion, 1984
  - 1 : Été-automne
  - 2 : Hiver-printemps
- Louise, Flammarion, 1985
- Une vie de chat, Albin Michel, 1986 ; rééd. en 2013
- Fête des mères, Albin Michel, 1987
- Romans, un roman, Albin Michel, 1988
- Hôtel Styx, Albin Michel, 1989
- Douce France, Montréal, Leméac, 1990
- La Terrasse des audiences au moment de l'adieu, Montréal, Leméac, 1990
- Ce sont amis que vent emporte, Flammarion, 1991
- Poudre d'or, Flammarion, 1993

Posztumusz
- Dernier dimanche avant la fin du siècle, Flammarion, 1994
- La Ville Atlantique, Leméac-Actes Sud, 1996
- La Dame du fond de la cour, Leméac-Actes Sud, 2000
- Avant que tout me devienne insupportable, H&O, 2006
- Pour dans peu, H&O, 2016

### Színdarab
- 1974 : Théâtre 1, Flammarion
Tartalmazza: Théâtre des peurs et des pleurs; Il pleut, si on tuait papa-maman; Dialogue de sourdes; Freaks society; Champagne; Les Valises.
- 1976 : Théâtre 2, Flammarion
Tartalom: La Guerre des piscines; Lucienne de Carpentras; Les Dernières; Histoire d'amour.
- 1978 : Les Dernières Clientes, rendező: Louis Thierry, Studio des Champs-Élysées(wd)
- 1981 : Freaks Society, rendező: Jacques-René Martin, théâtre Comédie de Paris
- 1982 : Théâtre 3, Flammarion
 Tartalom: Le Butoir; September song; Happy end; Vue imprenable sur Paris.
- 1999 : Dialogue de sourdes, új kiadás, Nice, La Traverse

### Különféle írások
- 1984 : Phénix, le paysage regarde, esszé, illusztrálta Jean Dieuzaide(wd) és Lucien Clergue(wd), Paul Montel
- 1992 : La Vie dans l'âme, carnets, Montréal, Le Jour / VLB
- 2024 : Journal, préf. Frédéric Andrau(wd), Paris, Éditions Séguier, 512 p., ISBN 978-2840499510

### Önéletrajz
- Biographie, Flammarion, 1981.
- Une vie de chat, Albin Michel, 1986.
- Un condamné à vivre s'est échappé, textes, entretiens et poèmes, Pierre Salducci-val, Hull [Québec], Vents d'Ouest, 1997.

### Magyarul megjelent
- A vágyott idő nyomában (Le temps voulu) – Göncöl, Budapest, 1994 · ISBN 9637875697 · Fordította: Mihancsik Zsófia

## Fordítás
- Ez a szócikk részben vagy egészben  a   Yves Navarre című angol Wikipédia-szócikk fordításán alapul.  Az eredeti cikk szerkesztőit annak laptörténete sorolja fel. Ez a jelzés csupán a megfogalmazás eredetét és a szerzői jogokat jelzi, nem szolgál a cikkben szereplő információk forrásmegjelöléseként.